# Neolevansa hirsuta
Neolevansa hirsuta là một loài tò vò trong họ Ichneumonidae.